# 壯體絲鰭鱈
壯體絲鰭鱈，為輻鰭魚綱鱈形目稚鱈科的其中一種，分布於東大西洋马德拉群岛與聖赫勒拿島海域，深度336-1200公尺，為深海底棲性魚類，體長可達36公分，棲息在大陸坡底中層水域，生活習性不明。

## 扩展阅读
維基物種上的相關：壯體絲鰭鱈